# Niilo Ryhtä
Niilo Mikael Ryhtä  (né Knuutila le 26 septembre 1906 à Tammela et mort le 10 août 1995 à Tampere) est un homme politique finlandais,,. 

## Biographie
Dans son enfance,  Niilo Ryhtä est un sportif et il a participe à la création d'un club de sport dans sa ville natale de Tammela. 
Il obtient son diplôme d'agronome en 1933 et s'installe dans le nord de la Finlande.
Il s'y intéresse aux conditions de vie de la population rurale locale.
Niilo Ryhtä est député Kesk de la circonscription d'Oulu du 22 juillet 1948 au 19 septembre 1967.
Niilo Ryhtä est ministre de l'Intérieur des gouvernements Karjalainen I (08.02.1963–17.12.1963) et Virolainen (12.09.1964–26.05.1966), ainsi que vice-ministre des Transports et des Travaux publics du  gouvernement Paasio I (27.05.1966–31.08.1967).
Il contribue à l'amélioration des liaisons routières dans le nord de la Finlande et à la création du réseau téléphonique de Kuusamo. 
Il est nommé gouverneur de la province d'Oulu en 1967, poste qu'il occupera jusqu'à sa retraite en 1973.
Il repose au cimetière d'Oulu.